# Die Sechs-Millionen-Dollar-Familie
Die Sechs-Millionen-Dollar-Familie (Originaltitel: Bionic Six) ist eine aus dem Jahre 1987 von Tokyo Movie Shinsha produzierte und im Original von Studios USA und MCA ausgestrahlte US-amerikanisch-japanische Zeichentrickserie.

## Inhalt
Jack Bennetts Körper wurde von Professor Sharp mit bionischer Technologie aufgerüstet. Bei einem Ski-Ausflug mit seiner Familie werden sie von Aliens angegriffen, wobei alle unter radioaktivem Schnee begraben werden. Nur Jack Bennett bleibt bei Bewusstsein und bringt seine Familie zu Professor Sharp. Der stattet alle Familienmitglieder mit bionischen Fähigkeiten aus und heilt sie so.

## Charaktere

### Protagonisten
Die Familie Bennett
- Jack Bennett: Er war Testpilot und wurde durch Professor Sharp zu Bionic-1. Zu seinen besonderen Fähigkeiten zählen erweitertes Sehen, Hören und eine große physische Stärke. Zu Hause sorgt er für Ordnung und testet gerne neue Gerichte und Kochrezepte.
- Helen Bennett: Sie ist die Frau von Jack. Mit ihren Kräften ist sie Bionic-2 (im Original Mother-1). Zu ihren Stärken zählen ihre telepathischen Fähigkeiten und ihre Fähigkeit, Hologramme zu erzeugen.
- Eric Bennett: Sohn von Helen und Jack, welcher für sein Leben gern Baseball spielt, daher auch sein Name Baseball (im Original Sport-1).  Eric besitzt magnetische Hände, er kann alles Metallische spielend leicht bewegen. Zusätzlich nutzt er einen Baseballschläger, um gegnerische Angriffe abzuwehren.
- Meg Bennett: Die Tochter von Helen und Jack und jüngere Schwester von Eric. Sie liebt Rock ’n’ Roll über alles, daher stammt auch ihr Name als Mitglied der Bionic Six: Rocky (im Original Rock-1). Meg besitzt bionische Beine, d. h., sie kann viel schneller laufen als der Rest des Teams, zusätzlich hat sie noch eine Schallwaffe auf ihren Schultern. Im alltäglichen, normalen Leben geht sie zur Albert Einstein High School, ihre Noten sind leider nicht die besten und sie wird häufig von den anderen ermahnt, dass sie nicht lernt. Sie hat außerdem öfters Verabredungen, die sie leider immer wieder absagen muss, wegen plötzlicher Fälle, die die Bionic 6 lösen müssen. Ihr bekanntester Freund ist der eingebildete Bim, der sie jedoch öfter mit einer anderen betrügt.
- JD Bennett: Ein Adoptivsohn von Helen und Jack. Sein Codename lautet IQ, eine Anspielung auf seine bemerkenswerte Intelligenz, die dem Team mehr als einmal hilft. Er verbringt viel Zeit mit seinen Experimenten, in Bibliotheken oder Vorlesungen, wo er immer wieder Neues dazu lernt. Mit seinen hohen Begabungen ist er meistens leider ein wenig zu ernst, wodurch er anderen die gute Laune verderben kann und Probleme hat sich eine entsprechende Partnerin fürs Leben zu finden. Körperlich ist er der größte von allen (auch größer als die Eltern).
- Bunjiro 'Bunji' : Er ist auch ein Adoptivsohn in der Familie. Sein Deckname lautet Kamikaze (im Original Karate-1) wegen seiner Anspielung auf seine Karatefähigkeiten. Er ist sehr fit und hat einen elastischen und biegsamen Körper und macht auch ohne Bionische Kräfte mit Leichtigkeit hohe Sprünge, Luftsaltos oder Kopfstand. Gewöhnlich ist er gut drauf, sieht praktisch alles (vor allem im Gegensatz zum ernsten JD) locker und bequem und lacht oft in vielen Situationen und Angelegenheiten, selbst wenn die Lage beim Kampf noch so aussichtslos zu sein scheint. Zu Hause guckt er gerne Science-Fiction und Kinderfilme. Sein Gesundheitszustand kommt von dem regelmäßigen Training und der vielen Meditationen. Er ist ein Japaner und sein richtiger Vater gilt seit längerer Zeit als verschollen, aber trotzdem erscheint er seinem Sohn regelmäßig in Form eines Geistes. Er ist der jüngste in der Familie und auch körperlich der kleinste.

Andere
- Professor Amadeus Sharp: Das Genie hinter den Bionic Six, dessen Forschungen von der Regierung genehmigt sind. Er lebt in einem geheimen Labor, das unter seinem Museum liegt und den Bionic Six auch als Basis dient.
- FLUFFI: Ein Roboter, gebaut von Professor Sharp. Er unterstützt die Bennetts, wo er nur kann, auch wenn er manchmal mehr Probleme macht als er löst.

### Antagonisten
- Dr. Scarab (Dr. Willmer Sharp): Amadeus Sharps Bruder, dessen Erzfeind wie auch der Bionic Six. Auch er ist ein Genie, allerdings ein böses. Sein Ziel ist es, die Weltherrschaft zu erlangen und vor allem unsterblich zu werden. Er ist um einiges dicker als sein Bruder, hat eine Glatze und ein künstliches Glasauge. Zu seinen Markenzeichen gehört auch, dass er einen Lippenstift trägt. Er hat fünf Menschen mit Hilfe von bionischer Technologie verändert und zu seinen Sklaven gemacht. Diese sind:
- Madame-O: eine blau gefärbte Femme Fatale, die in einen rosafarbenen, engen Anzug eingepackt ist und eine Maske trägt. Zudem hat sie eine Harfe als Waffe.
- Chopper: ist ein wilder, Ketten schwingender Strolch, dessen Aussprache einem Motorrad ähnelt.
- Klunk: ein riesiges Monster das aussieht als wäre es aus lebendem Kleber gemacht.
- Glove: benannt nach seinem Handschuh, mit dem er sowohl Projektile als auch Laserstrahlen abfeuern kann. Er dient in Gefechten gegen die Bionic Six als Führer und würde gerne den Platz als Kopf der Bande (anstelle von Dr. Scarab) einnehmen. Er steht insbesondere in Rivalität mit Bionic-1, neigt aber dazu beim ersten Anzeichen einer Niederlage zu fliehen.
- Mechanic: ein dusseliger, bulliger Mann, der verschiedene Werkzeuge als Waffen einsetzt. Er hat eine Schwäche für Tiere, ist unbeherrscht und leicht reizbar.

## Produktion und Veröffentlichung
Die Serie wurde 1987 von Tokyo Movie Shinsha im Auftrag von MCA Television und nach dem Drehbuch von Jean-Marc Lofficier produziert. Regie führten John Ahern, Mark Glamack, Toshiyuki Hiruma, William T. Hurtz, Lee Mishkin, Sam Nicholson und John Walker mit Osamu Dezaki als leitendem Regisseur (supervising director). Die Musik komponierten Thomas Chase und Steve Rucker.
Am 19. April 1987 begann die Erstausstrahlung der Serie durch verschiedene Sender. 1992 bis 1993 wurde die Serie von RTLplus erstmals auf Deutsch ausgestrahlt. Es folgten Wiederholungen durch Super RTL und RTL.

## Synchronisation
Die Serie wurde von der Magma Synchron GmbH in Berlin synchronisiert.
| Rolle                         | Englischer Sprecher | Deutscher Synchronsprecher                                               |
| ----------------------------- | ------------------- | ------------------------------------------------------------------------ |
| Jack Bennett / Bionic-1       | John Stephenson     | Dieter Memel                                                             |
| Helen Bennett / Bionic-2      | Carol Bilger        | Andrea Kathrin Loewig                                                    |
| Meg Bennett / Rocky           | Bobbie Block        | Bianca Krahl                                                             |
| Eric Bennett / Baseball       | Hal Rayle           | Michael Deffert                                                          |
| J.D. / IQ                     | Norman Bernard      | Michael Tanneberger (Folge 1 bis 18) Thomas Nero Wolff (Folge 19 bis 65) |
| Bunji / Kamikaze              | Brian Tochi         | Dietmar Wunder                                                           |
| Professor Amadeus Sharp       | Alan Oppenheimer    | Eric Vaessen                                                             |
| FLUFFI                        | Neil Ross           | Tom Deininger                                                            |
| Dr. Scarab (Dr. Hubert Sharp) | Jim MacGeorge       | Eberhard Wechselberg                                                     |
| Glove                         | Frank Welker        | Wolf Rüdiger Reutermann                                                  |
| Madame-O                      | Jennifer Darling    | Viola Sauer                                                              |
| Mechanic                      | Frank Welker        | Rainer Büttner                                                           |
| Chopper                       | Frank Welker        | Gerd Jochum                                                              |
| Klunk                         | John Stephenson     | Marlin Wick                                                              |
| Perceptor                     | Neil Ross           | Jürgen Kluckert                                                          |
| Dr. Hugo Fish                 | Howard Morris       | Friedrich W. Bauschulte                                                  |
| Kaleidoscope                  |                     | Till Hagen                                                               |